# ليمور السيدة بيرت الفأري
ليمور السيدة بيرت الفأري (ميكروسيبوس بيرث) أصغر ليمور فأري وأصغر الرئيسيات في العالم .متوسط طول جسمه 92 ملم، ووزنه الموسمي حوالي 30 غرام. بيرث ميكروسيبوس واحدة من عدة أنواع من الليمور المدغشقرية التي جاءت من خلال انتواع واسع النطاق، الناجمه عن أليات بيئية وظروف غير معروفة. يوجد في حديقة كيريندي ميتيا الوطنية في غرب مدغشقر . بعد اكتشافه عام 1992 في الغابات النفضية الجافة في غرب مدغشقر، في البداية كان يعتقد أن تمثل إعادة اكتشاف لنوع م. ميوكسينوس (بالإنجليزية: M. myoxinus)‏، لكن دراسات المقارنة المورفولوجية والوراثية وضعتها كنوع جديد.